# De Eendracht (Alkmaar)
De Eendracht is een in 1771 gebouwde poldermolen in de Noord-Hollandse stad Alkmaar. Het is een ronde stenen molen van het type grondzeiler met een Oudhollands wiekenkruis. De Eendracht is de laatst overgebleven stenen poldermolen in Noord-Holland. Hij bemaalde tot 1931 de polder; daarna werd deze taak overgenomen door het elektrisch gemaal naast de molen.
De Eendrachtsmolen is nooit bewoond geweest. De molenaarswoning, die kort na de buitengebruiksstelling van de molen afbrandde, bevond zich naast de molen. In de loop der jaren is de polder grotendeels bebouwd, en de molen bevindt zich nu aan de rand van de woonwijk Bergerhof.
Na jarenlange stilstand is de Eendrachtsmolen in de jaren zeventig van de 20e eeuw draaivaardig gemaakt. In 2000 is hij maalvaardig gerestaureerd. Daartoe zijn de waterlopen weer hersteld en is een houten scheprad in de molen geplaatst. De molen is te bezoeken wanneer hij draait.
Strijkmolens:
Strijkmolen B ·
Strijkmolen C ·
Strijkmolen D ·
Strijkmolen E ·
Ambachtsmolen ·
Strijkmolen I ·
Strijkmolen K ·
Strijkmolen L

Poldermolens:
Bosmolen ·
Hargermolen ·
Groetermolen ·
De Grebmolen ·
Slootgaardmolen ·
Poldermolen Waarland ·
Molen D / Oosterdel ·
Molen A ·
Sluismolen ·
Damlandermolen ·
Philisteinse Molen ·
Wimmenumer Molen ·
Geestmolen ·
Robonsbosmolen ·
De Viaan ·
De Eendracht

Korenmolens:
De Groot ·
Kijkduin (Schoorl) ·
't Roode Hert -
De Gouden Engel -
De Otter (Oterleek)

Molenstichting Alkmaar